# 13 av. J.-C.
Cette page concerne l'année 13 av. J.-C. du calendrier julien.

## Événements
- 1er juillet : la Via Julia Augusta commence à être bornée (fin le 30 juin 12 av. J.-C.)[1].
- 4 juillet : le Sénat décide la construction d'un autel dédié à la Pax Augusta, en l'honneur du victorieux retour d'Auguste, qui rentre d'Espagne et de Gaule après trois ans d'absence. L'autel de la Paix Auguste est construit en quatre ans et inauguré le 30 janvier 9 av. J.-C.[2].

- Répression de la révolte en Pannonie et en Dalmatie par Agrippa, remplacé à sa mort par Tibère. Un grand nombre de révoltés sont vendus comme esclaves[3].
- Création des Cohortes urbaines à Rome[4].
- Nero Claudius Drusus prend le commandement des armées romaines de Gaule pour commencer la conquête de la Germanie[5]. Il fonde le camp romain de Mogontiacum, qui est à l'origine de la ville de Mayence[6] (ou 12 av. J.-C.).
- Auguste inaugure le Théâtre de Marcellus[7].

## Naissances
- Julius Caesar Drusus, général romain.
- Livilla, aristocrate romaine (date probable).

## Décès en 13 av. J.-C.
- Lépide, général et homme d'État romain, triumvir.
- Lucius Aemilius Lepidus Paullus, sénateur romain.
- Lucius Orbilius Pupillus, grammairien, tuteur d'Horace (année de décès approximative).